# التقديسات الثلاث

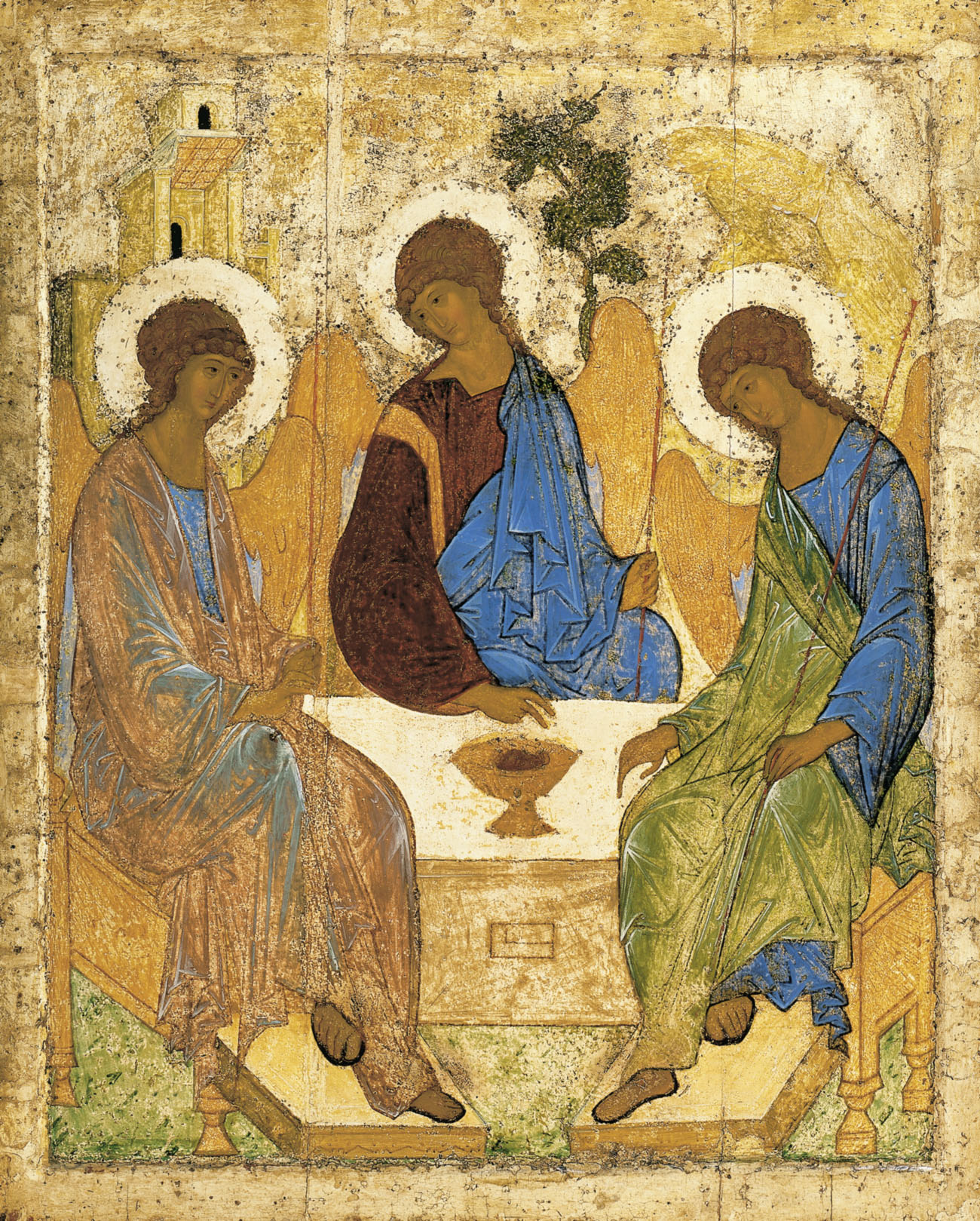

التقديسات الثلاث وتعرف أيضًا باسم التريصاجيون القادمة من اللغة اليونانية أو قاديشات آلوهو القادمة من اللغة السريانية أو أنشودة الرب، هي نشيد يردد ثلاث مرّات في القداس الإلهي ومختلف الطقوس المسيحية الأخرى كالجنازة والعماد، وتوجد في الطقوس الشرقية والطقوس الغربية على حد سواء، على أن سجالاً قد وقع بين اللاهوتيين، إذ إنه في طقوس الكنيسة البيزنطية والكنيسة السريانية الشرقية يوجه هذا النشيد للثالوث الأقدس مجتمعًا، بينما في طقوس الكنيسة السريانية الغربية وكذلك الكنيسة القبطية والأرمنية والحبشية يوجه «للسيد المسيح وحده»، أما الكنيسة اللاتينية فهي تعتبر النشيد ثالوثيًا من حيث لاهوته، لكنها في رتبة السجدة للصليب يوم الجمعة العظيمة تعتبر موجهًا للمسيح وحده. انطلاقًا من ذلك فإن نص النشيد الذي يعاد ثلاث مرات هو في الكنائس التي توجهه نحو الثالوث الأقدس وكذلك في الكنائس التي توجهه نحو المسيح خلال الزمن العادي هو:

قدّوس أنت يا الله، قدّوس أنت يا قويّ، قدّوس أنت يا من لا يموت.

ارحمنا.

أما في الكنائس التي توجهه نحو يسوع المسيح تضاف عبارات مفيدة للزمن الطقسي خارج الزمن العادي، أي مثلاً يصبح النشيد خلال أسبوع الآلام عدا يوم خميس الأسرار، كما يلي:
قدّوس أنت يا الله، قدّوس أنت يا قويّ، قدوس أنت يا من لا يموت.

أيها المسيح، يا من صلبت لأجلنا. ارحمنا.

## التاريخ

### النشأة
بحسب التقليد المسيحي السرياني فإن يوسف الرامي هو أول من تلاه هذا النشيد عن أقدام صليب يسوع قبل دفنه، كما أنها موجودة في الفصل الرابع من رؤيا يوحنا آخر أسفار العهد الجديد. وبعيدًا عن التقاليد الكنسيّة فإنه من الثابت أنّ أفرام الآمدي بطريرك أنطاكية الخليقدوني بين 527 و545 قد قال أن التقديسات الثلاث ومن ضمنها عبارة «يا من صلبت لأجلنا»، قد استعملت في سوريا قبل عهد بطرس القصاء وكانت موجهة للأقنوم الثاني من الثالوث، وبحسب شهادة زكريا أسقف مدللي فإن التقديسات كانت مستعملة بداية القرن الرابع خلال زمن أسطاثيوس بطريرك أنطاكية بين 325 و330، وخلال أواخر القرن الرابع قام الراهب مارينوس الأفامي وهو مستشار الإمبراطور أثناسيوس بمناقشة استعمال العبارة في طقس الكنيسة البيزنطية، وهذا يعني كما يرى المؤرخ العراقي متي موسى أن العبارة لم تكن مستعملة من قبل في كنيسة العاصمة. وكما يقول زكريا فإنّ الإمبراطور أمر باستعمالها حينها، وأما الكاتب والمؤرخ الكلداني أدي شير فقد نسب انتشار استعمال التقديسات الثلاث في سوريا إلى رابولا أسقف الرها المتوفي عام 435. وباختلاف هذه المصادر، فإن النشيد قد ابتدأ في فترة مجهولة من سوريا، وأصبح مع القرن الرابع جزءًا من طقس الكنيسة الإنطاكية بشقها السرياني، وبختام القرن انتشر إلى كنيسة العاصمة منها إلى روما والقدس والإسكندرية.

### الخلاف اللاهوتي
في القرن الخامس وبعد انتشار النشيد، وبحسب رواية المؤرخ إيفاغريوس فإن العديد من الناس في القسطنطينية رؤوا أنّ إضافة «يا من صلبت لأجلنا» إلى التقيسدات أمر مستنكر، لشيوع الاعتقاد بأنها موجهة إلى الثالوث بأجمعه، مما يعني أن لاهوت المسيح قد تألم وعانى الموت، ودعي بطرس بطريرك أنطاكية عام 471 والذي اتهم بإدخال العبارة إلى النشيد بأنّه «قصار» و«مقسم الإله» و«مؤلم اللاهوت». خصوصًا أن النشيد بشقيه، إذا ما وجه ثالوثيًا يعني أيضًا أن الألم قد امتدّ نحو الآب والروح القدس. وقفت كنيسة روما إلى جانب كنيسة القسطنطينية، رغم ذلك فقد ظل النشيد على حاله في أغلب كنائس سوريا ومصر والحبشة، وقد شرح العلامة السرياني الأرثوذكسي ديونيسيوس ابن الصليبي المتوفى عام 1172 أصول التقديسات وفسّر كونها موجهة إلى الابن فقط. حاول الملكيون الإنطاكيون عام 707 إجبار أهل دمشق وحمص على إسقاط عبارة في النشيد قسرًا، وحسب المؤرخ ابن العبري فقد اتهم الملكيون السريان الأرثوذكس والموارنة والأقباط بأنهم «مؤلمي الإله»، وفي عام 745 قام بطريرك الملكيين المعين حديثًا في دمشق بقيادة حملة عسكرية بالتعاون مع الخليفة مروان بن الحكم على رهبان دير مارون وكان من بين أسباب الحملة التقديسات الثلاث مع عبارة «يا من صلبت لأجلنا»، غير أن الحملة قد فشلت. وكذلك فقد قال القديس الذائع الصيت يوحنا الدمشقي أن إضافة «يامن صلبت لأجلنا» إلى نص التقديسات في أسبوع الآلام هو «ابتداع»، وبدوره نسبه إلى بطرس القصار. رغم ذلك فإن بعض لاهوتي الكنيسة الملكية أمثال البطريرك أفرام الآمدي قد أجاز الوجهين، إذ كنت أنه من الممكن قبول التقديسات الثلاث مع الإضافة إن كان المقصود بها بشكل صريح المسيح. أما يوحنا الدمشقي فقد ظل متمسًا بأن إضافتها يعني نسب الصلب للثالوث. في القرن السادس عشر كرر جيوفاني باتيستا إليانو، الموفد البابوي للموارنة القضية ذاتها كما رآها الدمشقي، وطالب الكرسي الرسولي إزالة الإضافة من الكنائس الكاثوليكية الشرقية مع تتابع انضمامها إلى الكنيسة الكاثوليكية، إلا أنها لم تختف نهائيًا من الكتب الطقسية أو الرعايا، ثم عادت وقبل الفاتيكان بها، وفي الطقوس التي توجهها نحو المسيح وحده، معلنًا أن ذلك لا يعتبر "هرطقة"، وبالتالي حافظت الكنائس الكاثوليكية الشرقية عليها، رغم عدم إجبار الملكيين الكاثوليك على نسبها للمسيح، وترك لهم توجيهها ثالوثيًا.

## مواقع خارجية
- التقديسات الثلاث - آجيوس، الأنبا تكلا.